# Shout Out Louds
Shout Out Louds er et rockband fra Sverige, dannet i 2001 af barndomsvennerne Adam Olenius, Ted Malmros og Carl von Arbin, der senere fik selskab af Eric Edman og Bebban Stenborg.
Efter at have udgivet et demobånd fik de kontrakt med Bud Fox Recordings, og udsendte i 2003 udsendte EP'en 100?, der både var inspireret af 60'ernes pop og 80-90'ernes indiepop-scene.
Senere samme år udsendte gruppen deres første studiealbum Howl Howl Gaff Gaff, der blev rost af anmelderne, og sendte dem videre til Atlantic Records, der med visse ændringer genudsendte albummet i USA i 2005.
Albummet blev vel modtaget og sendte Shout Out Louds på USA-turne sammen med The Dears.

## Diskografi
- Howl Howl Gaff Gaff (2003)
- Our Ill Wills (2007)
- Work (2010)
- Optica (2013)